# 王家彥 (萬曆進士)
王家彦（？—1612年），字仲美，號绳河，浙江嘉兴府嘉善县民籍，直隶吴江县人，明朝政治人物。同进士出身。

## 生平
萬曆二十八年（1600年）庚子科浙江乡试舉人，萬曆三十二年（1604年）甲辰科進士。工部觀政，初授韶州府推官，丁母憂歸，三十七年補庐州府推官，三十九年考绩得最，调京任吏部稽勋司主事。途中到扬州清理盐政，拒绝奸商万金行贿。盐商们就贿赂役吏，在大江中放任他乘坐的官船。正值大风雨，船瞬息走出数十里，几乎倾覆，他受惊得病，卒於驿馆。

## 著作
著有《独秀轩集》《易义独断》。